# Smøla
Smøla é uma comuna da Noruega, com 284 km² de área e 2 248 habitantes (censo de 2004).         